# Први коњички пук „Обилић“ у Априлском рату
Први коњички пук „Обилић“ у Априлском рату, био је један од примера храбрости и пожртвовања у борбама против далеко јачег и опремљенијег окупатора Србије. У краткотрајним ратним дејствима од 6. до 13. априла 1941. године, пук је деловао у околини Ниша и Крушевца под командом словенца пуковника Мирослава Нежмаха.

## Услови који су претходили активностима пука
Неутрална Краљевина Југославија нашла се почетком 1941. у сложеном политичком положају. Немачка је до тада окупирала целу западну и средњу Европу и спремала се да преко Румуније и Бугарске нападне Грчку и тако учврсти своје положаје на Медитерану и обезбеди директну линију снабдевања за Ромелову армију на северноафричком фронту. Приступањем Бугарске силама Осовине почетком марта 1941. Краљевина Југославија се нашла у потпуном окружењу.
У настојањима да сачува неутралност и избегне рат југословенска Влада водила је преговоре са немачким Рајхом и 25. марта потписан је у Бечу протокол о приступању Југославије Тројном пакту. Два дана касније, 27. марта, група официра је извела државни удар, сменила Владу, прогласила пунолетство краља Петра Другог и предала му власт. 
Сва настојања нове југословенске владе на челу са генералом Душаном Симовићем да преговорима спрече непријатељства са немачким Рајхом била су узалудна. Хитлер, се журило да што пре окупира Грчку и протера британске снаге које су се тамо налазиле, и зато је морао да покори Југославију.

 
Након догађаја од 27. марта, влада је наредила строгу приправност за све јединице, укључујући и оне у Нишком војном гарнизону. Ратни планери који су припремили спољашњу одбрану Ниша од напада сила Осовина нису ништа калкулисали. Извештаји који су свакога сата стизали говорили су да ће до напада свакако доћи. Немци су константно појачавали трупе на бугарској граници.
Под строго поверљивим дописом од 28. марта 1941. саобраћајно одељење је известило штаб Пете армијске области да је на станици Драгоман, 18 км од границе, виђен један теретни воз са тридесет вагона пуних немачких војника и ратне спреме. Дан касније, саобраћајно одељење извештава како се тога дана хиљаду немачких војника искрцало на станици у Драгоману, као и да по станицама од Софије до Сливнице има осам возова пешадије и артиљерије који чекају од 28. марта.
Пете армијске области наредила је евакуацију и ванградски размештај осталих јединица, а пешадијске јединице које су биле стациониране у граду Нишу  су још 28. марта 1941. у већини распоређене у околини града.  Двадесет деветог марта јединице 1. коњичког пука „Обилић“ напустиле су Ниш и стационирале се у селу Хум. Возарска чета 2. коњичке дивизије се налазила у Горњој Топоници, 2. дивизион коњичке артиљерије је отишао у Берчинац, 2. понтонирски ескадрон у селу Чамурлија, где се налазио и 2. ескадрон за везу. 
У граду Нишу једино је опстао оперативни део штаба Пете армијске области, команда и особље Нишког гарнизона под заповедништвом генерала Антонија Стошића и Мирослава Јовановића, један део 1. коњичког пука „Обилић“, који је 6. априла напустио град и тишао у правцу Дражевца. 
Наређење за мобилизацијау издато је 2. априла 1941. године у 00.00 часова, а мобилизација је трајала четири дана. Од 3. до 5. априла 1941. године, командири нишких јединица након што су примили из пуковског магацина на Црвеном крсту у Нишу ратну опрему за своје јединице, исту су дислоцирали на по ратном плану српске војске одређена мобилизацијска места у околини Ниша (село Хум и Доњи Комрен).
Сасатав и мобилизација пука
Први коњички пук „Обилић“, са седиштем у Пожаревцу, пред почетак Априлског рата био је дислоциран у коњичку касарну у Нишу. У свом формацијском саставу имо је два стрељачка ескадрона, митраљески, стрељачки и технички ескадрон и трупну комору, са својим штабом и другим јединицама. Укупна снага пука на дан 27. марта 1941. године износила је око 1.000 старешина и војника. У циљу веће војне безбедности Краљевине Југославије, после уласка немачких армија на бугарску територију, пук је активирао и два стрељачка ескадрона и један митраљески вод.
Ратни састав Првог коњичког пука „Обилић“ на дати знак мобилизације, јединице је попуњавао војним обвезницима, коњима и колима из Пожаревачког ратног округа, с обзиромна на то да је он био у саставу Друге коњичке дивизије, са седиштем у Пожаревцу.

## Активности пука по напуштању Ниша
По обављеној мобилизацији командант пука примио је у штабу Пете армијске области заповест за марш по коме је требало да, да 6. априла, у поноћ, напусти Ниш, и заузме положај на правцу Београд-Ниш у у села Дражевац. 
Када је пук у зору 6. априла стигао у село Дражевац код Алексинца, сачекала га је вест да су Немци бомбардовали Београд и да је тим активностима окупатора практично отпочело ратно стање. Изнад Ниша и околине, 6. априла, кружили су непријатељски извиђачки авиони који су прво вршили аерофотоснимања терена али нису борбено дејствовали.
Током ноћи 6/7. април, пук је усиљеним маршом крену у правцу Ражња, где је новим положајима остао до 8. априла 1941. године. Након што је 8. априла бомбардован Ниш, у поподневним часовима командант пук је телефонски из штаба Пете армијске области добио наређење да пук изврши покрет ка превоју Плоча, двадесетак километара источно од Ниша у правцу Пирота, одакле се очекивала из Бугарске немачка 12. армија.
Кренувши из околине Алексинца ка Нишу, пук је преко Нишке Бање стигао на превој Плоча. На проласку кроз Нишку Бању пуковник Нежмах је у штабу Армије добио наређење да се са пуком стави на располагање команданту Топличке дивизије, и буде у саставу јединица које обезбеђењу правца Пирот – Бела Паланка – Ниш.
Маршујући ка превоју Плоача, из правца Пирота ка пуку се кретала непрегледна колона пешака, аутомобила, војника и цивила који су бежали према Нишу, а на старом путу за Плочу пук је затекао напуштену артиљеријске положаје опрему и топове, без послуге, јер је настала дезорганизација војске у којој нико нико није знао докле су Немци стигли.
Пуковник Нежмах је након што је на Плочи кратко упознат са ситуацијм на фронту: „Немци су из правца Цариброда (данас Димитровград) пробили фронт Пете армије”, добио је наређење да заузме нови положаја, на сасвим супротној страни Ниша – на Мраморском брду изнад моста на Јужној Морави на путу Ниш-Прокупље. Нови положај пук је запосео у пет часова изјутра, када су Немци већ почели да улазе у Ниш.

## Борберна дејства
И тако коначно након вишеденвног премештања пука, са једног на други положај, око 11 часова 9. априла 1941. испред борбеног поретка пука на Мраморском брду појавили су се се из правца Ниша први немачки мотоциклисти – извиђачи и тенкови, и приморали пук да ступи у борбу. Дрвени мост преко Јужне Мораве одмах је дигнут у ваздух. Отворена је ватра из топова и митраљеза на Немце, који су за тренутак напустили возла и заузели положај на средини пута Ниш-Прокупље. Један немачки тенк са пратећом пешадијом отворио је јаку ватру на положај пука. Тада је дошло до првих рањавања припадника пука и уништавања опреме.
Пуковник Нежмах имао је задатак да са пуком држи заузети положај на Мраморском брду до даљег наређења. Интензитет борбе је све више растао, а борба се водила по облачном и магловитом пролечном времену све до мрака. Тог дана пук је имао 3 мртва и око 15 рањених.
Морал међу војницима на Мраморском бојишту, био је такав да је близу 80% припадника било спремно за даљу борбу, а 20% не (углавном се радило о мањинама – Немцима и Мађарима). Ипак, у Коњичком пуку, већи број бораца немачке народности, остао је веран војничкој заклетви до последњег дана постојања пука.
Око 21 час, 9. априла командант пука примио је наређење да заузме правац Прокупље-Блаце. Одред је извршио марш и 10. априла стигао до Блаца, где су му се придружили четници Косте Пећанца, који су били спремни да учествују у борби против немачких тенкова. Тог дана није било борби.
Немци су 12. априла извршили последња прегруписавање снага и потом кренули у жесток напад са свим расположивим оклопним јединицама и пратећом пешадијом. Немци су извршили тенковски пробој на правцима: Прокупље-Блаце и Куршумлија-Блаце. Овим дејством, као и пробојем на другим деловима бојишта, сломљен је фронт у ширем рејону Топлице. Заробљени су командант Блачког одреда, командант артиљерије и командант 2. велосипедског батаљона, потпуковник Јулијус Реш.
Око 10 часова 12. априла, када је настало повлачење на читавом фронту. Губици Првог коњичког пука били су око 50 мртвих, и већи број рањених војника. Делови јединица коњичких, артиљеријских и велосипедских које су успеле да се борбеним десјствима повуку кроз Јанкову Клисуру, стигле су 12. априла у Крушевац. Ускоро су пристигле и јединице војне коморе.
Доласком у рајон Крушевца 1. коњички пук је са осталим јединицама ушао у састав Разбојинског одреда.
Тринаестог априла није било борби, осим пушкарања и извиђања. Сутрадан, наређено је утврђивање положаја. Да би око 13 часова извиднице приметиле јаке немачке покрете моторизованих колона из правца Крушевца према Разбојни. Пук је прво дозволио предњим непријатељским деловима, да се приближе положајима на око један километар, а потом на исте је отворена ватра из противтенковских топова, пешадијских топова и тешких митраљеза. Немци су на кратко били заустављени и натерани да напусте возила. Борба се водила два сата када су се и остали немачки делови јединица морали повући према Крушевцу.
У 17 часова командант одреда наредио је повлачење јединица са положаја и образовање колоне на путу Брус – Разбојна. У 18 часова одред је кренуо правцем Брус-Копаоник-Јошаничка Бања. Стигао је у Брус око 23 часа. Ту је дат одмор ради пријема и поделе хране а затим је настављен марш ка Јошаничкој Бањи. Сутрадан је наређен покрет за Краљево.

## Расформирање пука
У Јошаничкој Бањи 13. априла 1941. године, пуковник Нежмах одржао је свој последњи говор. Поручио је војницима да иду својим кућама, јер је пук у обавези да се преда. У 15 часова извршено је распуштање бораца и старешина Разбојнског одреда. Нежмах се са још неким војницима камионима упутио у правцу Краљева, али је на том путу заробљен од Немаца и отеран у краљевачки логор а касније у заробљеништво. Целокупно људство које је пало у ропство, највећим делом је одведено у заробљенички логор Offlag VD у Офенбургу.